# Rue de l'Amiral-Mouchez
La rue de l'Amiral-Mouchez est une voie des 13e et 14e arrondissements de Paris.

## Situation et accès
Elle est située respectivement dans le quartier de la Maison-Blanche (13e) pour ses numéros impairs et dans le quartier du Parc-de-Montsouris (14e) pour ses numéros pairs.
La rue de l'Amiral-Mouchez est desservie à proximité par la ligne 3a du tramway d'Île-de-France.

## Origine du nom

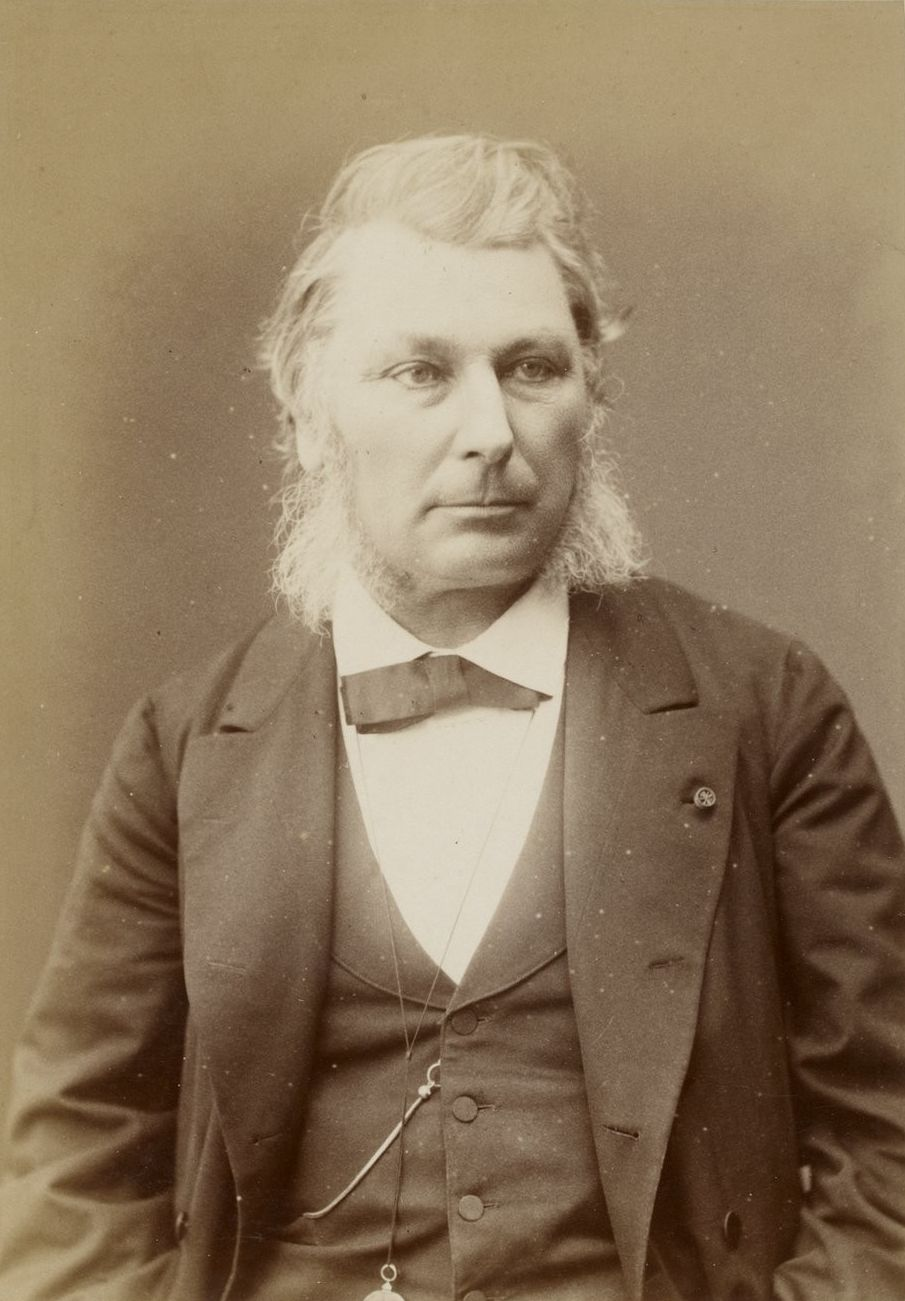
Ernest Mouchez, en 1883.

Cette rue rend hommage à l'amiral et astronome français Ernest Mouchez (1821-1892), qui fut le directeur de l'Observatoire de Paris auquel est rattaché l'observatoire du parc Montsouris voisin.

## Historique
Ancien chemin de la commune de Gentilly, connu depuis le début du XVIIe siècle sous le nom de « rue de la Barrière » puis de « rue Payen », la voie est rattachée à la ville de Paris par le décret du 23 mai 1863 sous le nom de « rue de la Glacière » qu'elle prolonge pour arriver à la porte de Gentilly et même dans cette dernière ville ou une rue portait aussi ce nom. La portion extrême de la rue de la Glacière située au-delà de la rue de Tolbiac prend son nom actuel en 1894.

## Bâtiments remarquables et lieux de mémoire
- No 23 : Léon Trotski habita ici lors de son second exil en France[2].
- Nos 62-68 : logements municipaux réalisés à la fin des années 1990 par Michel Kagan.
- No 78 : à l'angle de la rue Liard, emplacement de la gare du parc de Montsouris, sur l'ancienne ligne de Petite Ceinture.
- Jardinet de la Rue-de-l'Amiral-Mouchez.